# 양파 수프
양파 수프(프랑스어: soupe à l'oignon 수프 아 로뇽[*])는 양파와 스톡를 주재료로 하여 수프를 끓이고 크루통과 치즈를 토핑으로 얹은 전통 음식을 말한다. 고대부터 시작된 이 요리는 1960년대 미국에서 프랑스 요리의 인기가 높아지자 덩달아 대중적인 인기를 끌기도 했다.

## 역사
양파 수프는 로마 제국 시대부터 대중적인 인기를 끌었던 것으로 추측되며, 그 시대의 가난한 사람들에게는 양파가 흔하고 빨리 자라는 소중한 음식이었을 것이다. 현재의 양파 수프는 18세기 프랑스에서 시작되었는데, 초기에는 쇠고기 육수와 캐러멜화된 양파로 만들었다. 굽는 과정이 끝나면 전통적으로 라메킨에 담아 뒤 크루통과 녹인 그뤼예르를 위에 얹어 마무리했다.

## 요리

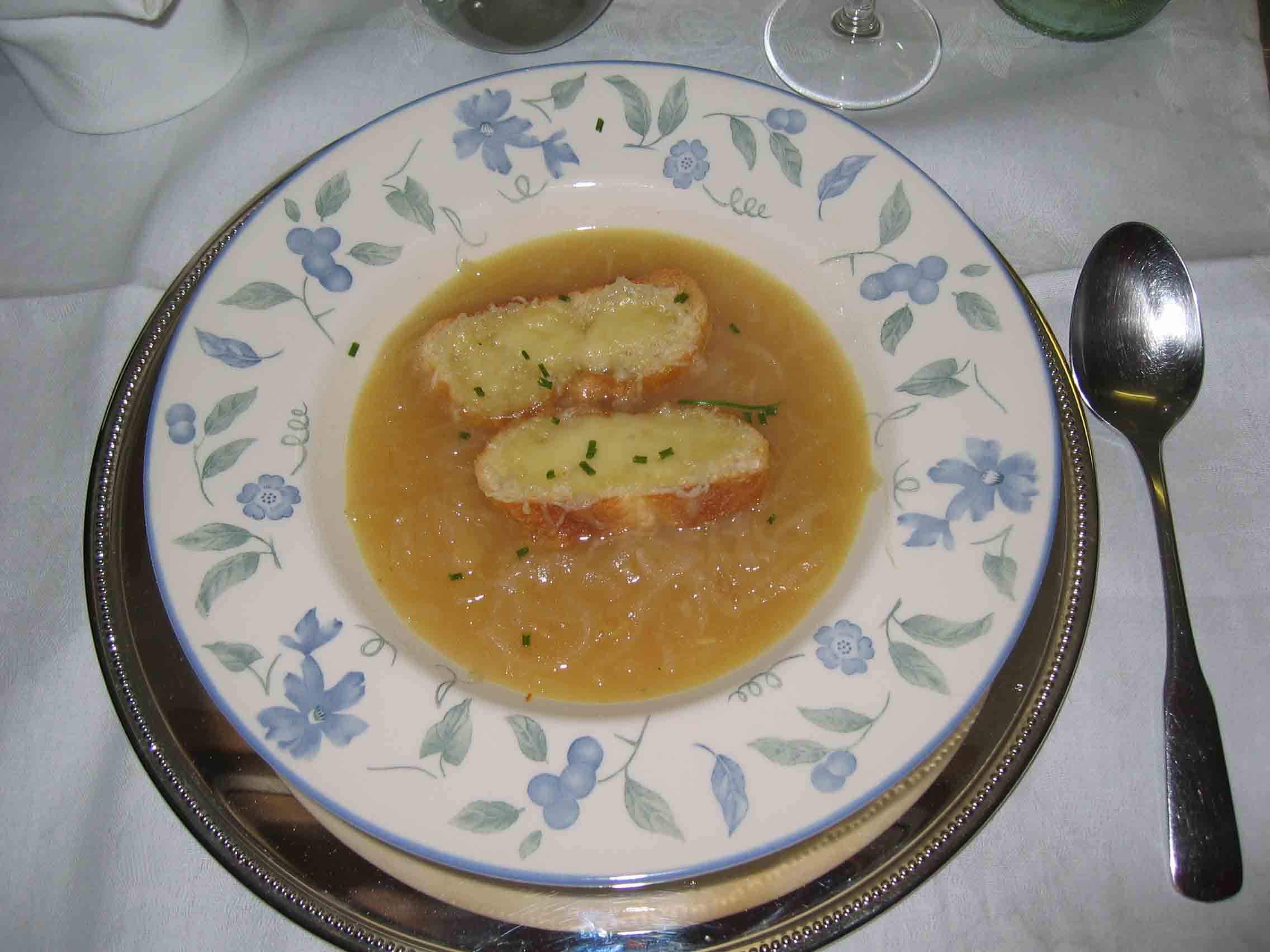
크루통을 넣은 묽은 프랑스식 양파 수프

양파 수프의 풍부한 맛은 육수가 아닌 캐러맬화된 양파로부터 나온다. '캐러맬화'가 되기 위해서는 양파가 갈색으로 천천히 익을 온도로 높이고 설탕을 녹여야 하는 과정을 거쳐야 한다. 어떤 레시피들은 반 시간 동안만 요리하는 것을 추천하기도 하지만, 대부분의 셰프와 요리사들은 양파가 복잡한 설탕 맛을 낼 때까지 천천히 조리하는 시간을 허용한다. 양파를 스위팅하여 수분을 빼는 것은 캐러멜화하는 데 아주 중요한 단계이다. 이는 지방 종류 (올리브 오일, 버터, 베이컨 지방 등)와 섞고, 소금을 넣고, 냄비를 덮고 낮은 열로 양파를 조리한 뒤에 가능하다. 그 이유는 소금과 열이 양파로부터 수분을 빼는 것을 도와주기 때문이다.요리의 마지막 단계에서는 코냑이나 셰리를 넣는데, 이는 캐러맬화된 양파의 풍미를 높이고 팬을 데글레이즈하기 위해서이다.
수프에는 토핑으로 크루통을 넣는데, 조리되는 동안 수프 표면에 얹혀져 버티고 그 위에 녹인 치즈를 올릴 수 있어야 하기 때문에 보통 단단하고 건조한 것으로 넣는다. 어떤 레시피에서는 크루통 대신 빵 한 조각이 얹혀지기도 한다. 완성된 수프는 그릇이나 라메킨에 담아 낸다.

## 같이 보기
- 프랑스 요리